# Данне, Вольфганг
Вольфганг Данне (нем. Wolfgang Danne; род. 9 декабря 1941 года, Хильдесхайм, ФРГ) — фигурист из ФРГ, выступавший в парном разряде. В паре с Маргот Глоксхубер он — бронзовый призёр зимних Олимпийских игр в Гренобле, серебряный призёр чемпионата мира и призёр чемпионатов Европы.
После завершения карьеры выступал в ледовом шоу «Ice Capades». С 1982 года начал работать тренером, сначала во Франкфурте-на-Майне, затем в Гармиш-Партенкирхене.

## Результаты выступлений
(с Маргот Глоксхубер)
| Соревнования        | 1965 | 1966 | 1967 | 1968 |
| ------------------- | ---- | ---- | ---- | ---- |
| Олимпийские игры    |      |      |      | 3    |
| Чемпионаты мира     | 11   | 4    | 2    | WD   |
| Чемпионаты Европы   | 7    | 3    | 2    | 4    |
| Чемпионаты Германии | 2    | 3    | 1    | 1    |

(с Зигрид Рихманн)
| Соревнования        | 1962—1963 | 1963—1964 |
| ------------------- | --------- | --------- |
| Чемпионаты мира     |           | 9         |
| Чемпионаты Европы   | 11        | 6         |
| Чемпионаты Германии | 3         | 3         |